# Pierre Pommeyrol
Pierre Pommeyrol, est un architecte français du XVIIIe siècle, né à Saint-Julia en 1744, mort le 8 novembre 1801. Il était « entrepreneur des ouvrages du roi ».

## Biographie
Il est le constructeur à Laval avec Didier Pampelune:
- de l'hôtel Piquois construit pour la famille Piquois ;
- du Château de Bel-Air, construit pour la famille Delauney.

Il est aussi l'architecte du château de Craon et du château de Hauteville. Il édifia à Hauteville une demeure, « une œuvre classique et de belle ligne », qui devait rester inachevée dès les premières lueurs de la Révolution française, en 1789. Pour l'Abbé Angot, il est aussi l'architecte du Château de Beauchêne.
Il est conducteur principal des travaux publics du département de la Mayenne.